# Каліберда Денис Вікторович
Денис Вікторович Каліберда (нім. Denis Kaliberda; нар. 24 червня 1990, Полтава)  — німецький волейболіст українського походження, догравальник збірної Німеччини, призер чемпіонатів світу та Європи.

## Життєпис
Денис Каліберда народився в Полтаві у волейбольній сім'ї. Його батько Віктор Каліберда був гравцем волейбольної збірної України.

### Кар'єра
Професійну кар'єру розпочав у 1999[джерело?] році в Німеччині, де провів більше 10 сезонів: зокрема, у 2004—2009 роках грав у складі «Zurich Team VCO Berlin». Найбільших успіхів досяг у складі «Унтергахінга» (Generali Haching, 2009—2012). Надалі грав в італійських клубах; зокрема, «Тонно Калліпо Вібо-Валентія» (2012—2013), «Кучине-Лубе» (2016—2017), «Азимут Лео Шуз Модена» (2018—2019) і «Лео Шуз Модена» (2019—2020), польському «Ястшембському Венґелі» (2014—2015), турецькому «Зіраат Банкаси» (Анкара, 2017—2018).
У збірній Німеччини дебютував у 2008 році, через рік був у складі збірної, яка виграла Євролігу. У 2012 році був гравцем основного складу олімпійської збірної. У Лондоні брав участь у п'яти іграх (він пропустив лише гру останнього туру групового етапу з бразильцями). Сумарно за п'ять олімпійських ігор Каліберда набрав 41 очко (37 в атаці і 4 на блоці), показавши кращий результат (13 очок) у грі з Тунісом.
У 2014 році у складі збірної завоював бронзові медалі чемпіонату світу, що проходив у Польщі. Три роки потому, знову в Польщі, став віце-чемпіоном Європи і увійшов до символічної збірної турніру на позиції кращого догравальника, яку він розділив з росіянином Дмитром Волковим.

### Досягнення
- Чемпіон Італії 2017
- Володар Кубка Німеччини: 2010, 2011
- Володар Кубка Італії 2017
- Володар Суперкубка Італії 2018
- віцечемпіон Німеччини: 2010, 2012